# Rue Saint-Nicolas (Rouen)
Pour les articles homonymes, voir Rue Saint-Nicolas.
La rue Saint-Nicolas est une voie de circulation urbaine de la commune française de Rouen, en France.

## Situation et accès
La rue est parallèle à la rive droite de la Seine et est accessible par les grands axes que sont la rue des Carmes et la rue de la République.
Rues adjacentes
- rue Saint-Amand;
- rue de la Croix-de-Fer.

## Origine du nom
La rue reçoit son nom de l'ancienne église Saint-Nicolas, disparue en 1840.

## Historique
La rue a été partiellement détruite le 19 avril 1944 par les bombardements alliés visant la gare de Sotteville. Les habitations de la frange rue de la République / rue de la Croix-de-fer ont gardé leur caractère d'origine.

## Bâtiments remarquables et lieux de mémoire

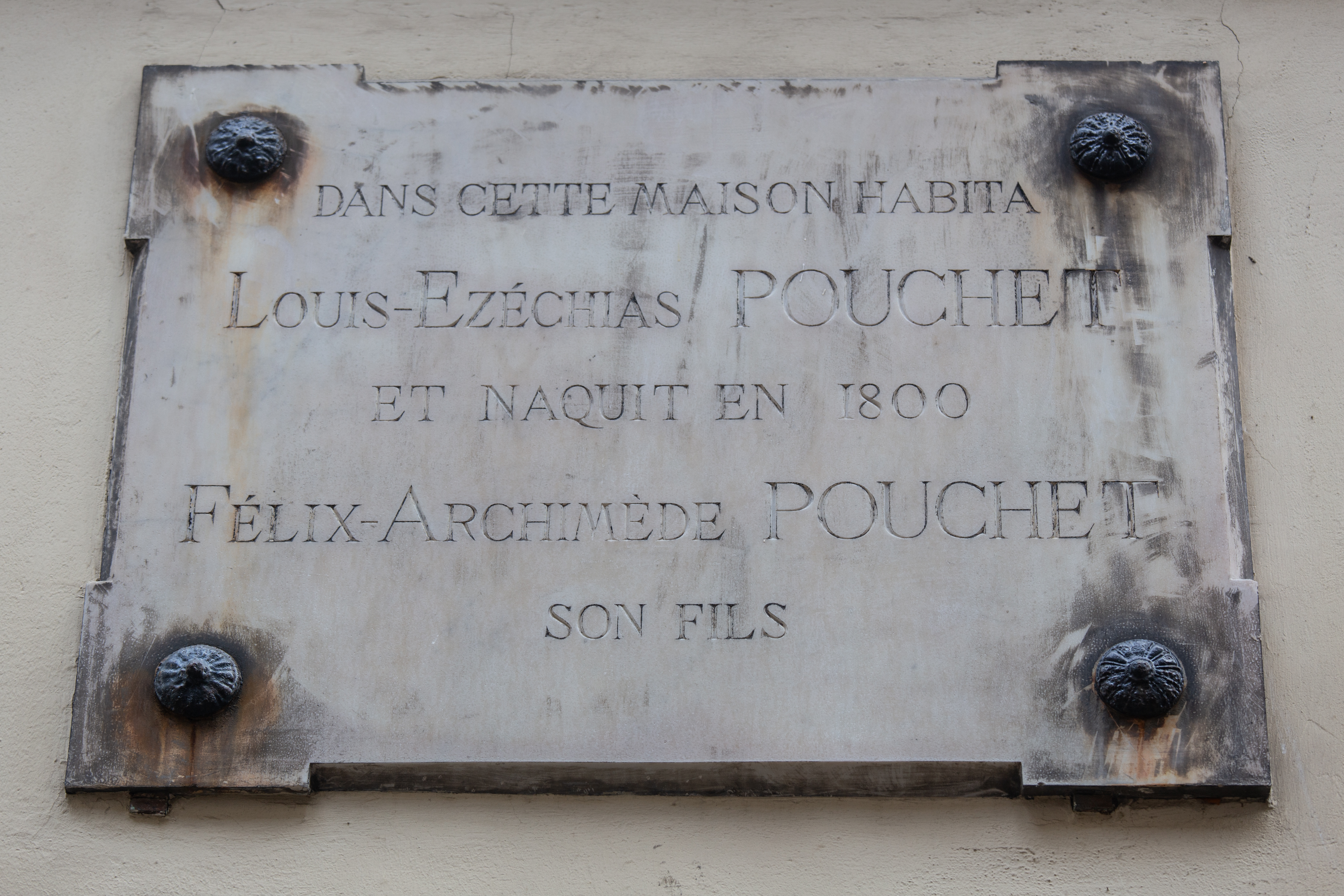
Plaque commémorative.

- Louis Ézéchias Pouchet (1748-1807) y a habité (plaque au no 27).
- Félix Archimède Pouchet (1800-1872), médecin biologiste, est né dans cette rue (plaque au no 27).
- Jules-Édouard Bouteiller (1822-1878), médecin, a vécu au no 31.
- Ferdinand Marrou (1836-1917) y avait son atelier au no 59.
- Maurice Allinne (1868-1942) y a habité.

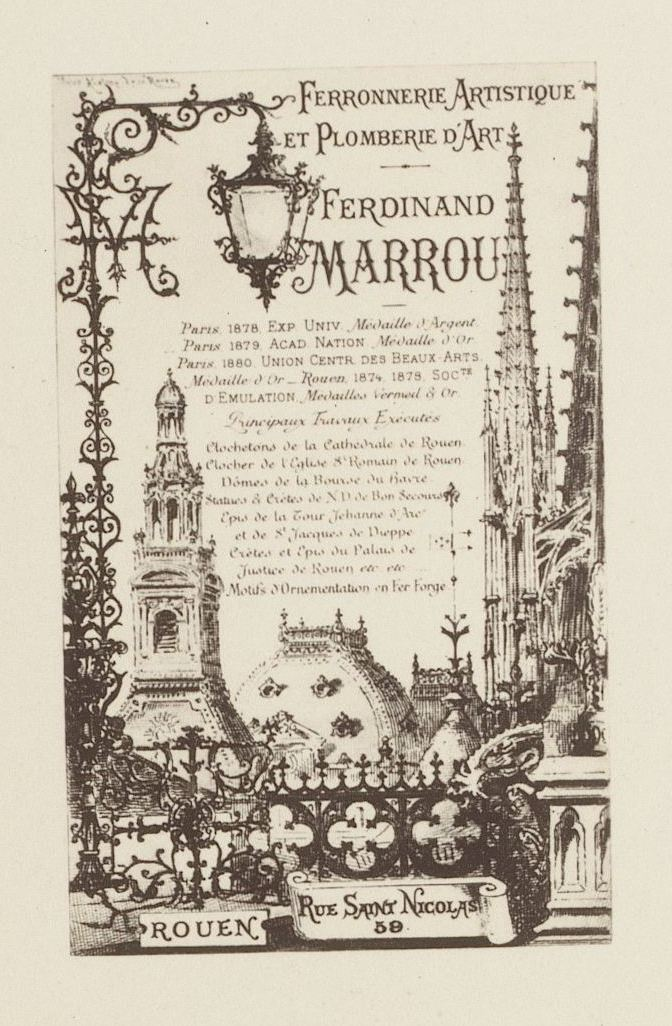
Carte adresse de Ferdinand Marrou, vers 1880-1883, par Jules Adeline.